# Luis Felipe Carbo y Amador
Luis Felipe Carbo y Amador  (* 17. August 1857 in Guayaquil; † 25. Februar 1913) war ein ecuadorianischer Diplomat und Politiker.

## Leben
Luis Felipe Carbo y Amador war der Sohn von Estebanita Amador y Sotomayor-Luna und José María Carbo Noboa, dem Hacendado von Pepa de Oro und Carmencita zwei Kakaobaum-Plantagen am Río Pijagual und Gouverneur der Provinz Guayas während der Blockade durch die peruanische Armee unter Admiral Ignacio Mariátegui y Tellería 1859.
Von 1876 bis 1979 nahm Luis Felipe Carbo y Amador ein Studium der Rechtswissenschaft auf und heiratete 1880 seine Cousine, Matilde Noboa Carbo, sie hatten 14 Kinder. Von seinem Großvater Francisco Carbo Unzueta erbte er eine Landwirtschaft in Daule, die er bewirtschaftete. Er folgte seinem Onkel Pedro Carbo als Sprecher der Jugendorganisation der liberalen Partei en Guayaquil.
Ab 1876 unterstützten die Familien Noboa, Baquerizo und Carbo den Präsidenten Ignacio de Veintemilla, als dieser 1882 seine zweite Amtsperiode als Diktator antrat, ernannte er Luis Felipe Carbo y Amador zum Innenminister und dessen Bruder und Cousin Manuel Baquerizo Noboa zum Kriegs und Marineminister, während der Onkel Pedro Carbo aus Protest ins Exil nach Lima ging.
1883 belagerten Truppen von Eloy Alfaro und José María Sarasti Guayaquil. Carbo und Noboa erhielten von Ignacio de Veintemilla Verhandlungsvollmacht und verhandelte am 18. Juni 1883 mit Manuel Semblantes Alomía und José María Plácido Caamaño auf der HMS Constance den Konflikt ergebnislos, worauf am 9. Juli 1883 Guayaquil besetzt wurde und Carbo und Noboa einige Monate in Lima im Exil verbrachten. Als Carbo 1884 nach Guayaquil zurückkehrte vertrat er einige US-amerikanische Unternehmen und ein Geldinstitut mit Geschäftssitz in Panama. Im November 1885 verlegte er mit Francisco Martínez Aguirre und José de Lapierre in der Druckerei Gómez Hnos., eine satirische Wochenzeitschrift El Penco, gegen Präsident José María Plácido Caamaño. 1885 verlegte er kurzzeitig die Oppositionszeitschrift Fray Gerundio und 1886 El Jorobadito worauf ihn Caamaño aus Ecuador ausweisen ließ.
Anfang 1889 wurde er Sprecher der Sociedad Liberal Republicana, welche Antonio Flores Jijón in Quito gegründet hatte, um einen Keil zwischen die konservative und Partido Liberal Radical Ecuatoriano von Eloy Alfaro zu treiben. Später übernahm er die Redaktion des Parteiorgan der Sociedad Liberal Republicana die Tageszeitung La Reforma von Manuel Martínez Barreiro kurz vor der Revolución vom 5. Juni 1895 gab er die Redaktion an Felicísimo López ab. Ab März 1889 veröffentlichte er in der Tageszeitung La Nación von Juan Bautista de Elizalde Pareja unter dem Pseudonym Isidorito.
| Vorgänger                 | Amt                                                                               | Nachfolger                                                             |
| ------------------------- | --------------------------------------------------------------------------------- | ---------------------------------------------------------------------- |
| Cornelio Escipión Vernaza | Innenminister von Ecuador 1882                                                    | 1885: José Modesto Espinosa (2. Dezember 1833 in Quito; † 1916 ebenda) |
| Pablo Herrera González    | Außenminister von Ecuador 19. Juni 1895 – 27. September 1895                      | Aparicio Ribadeneira Ponce                                             |
| José Plácido Caamaño      | ecuadorianischer Botschafter in Washington D.C. 15. Januar 1896 – 12. Januar 1903 | Alfredo Baquerizo Moreno                                               |
| Leonidas Plaza Gutiérrez  | ecuadorianischer Botschafter in Washington D.C. 28. Mai 1906 – 20. Februar 1907   | Rafael Maria Arízaga Machuca                                           |
| Pacífico Villagómez       | Außenminister von Ecuador 20. Februar 1907 – 30. März 1908                        | Alfredo Monge                                                          |